# Lamborghini (игра)
Lamborghini — отменённая видеоигра в жанре аркадных автогонок, за разработку которой была ответственна студия Rage Software, а издателем должна была выступить компания Majesco. Выход был запланирован на весну 2003 года для игровых консолей PlayStation 2, GameCube и Xbox, но так и не состоялся.

## Игровой процесс
По задумке разработчиков, Lamborghini должна была представлять собой аркадную гоночную игру, выполненную в трёхмерной графике. Игроку предоставлялись на выбор автомобили производителя Lamborghini с различными техническими характеристиками и кольцевые трассы, основанные на реальных городах мира.
В игре должно было присутствовать несколько режимов и три уровня сложности — лёгкий, средний и тяжёлый. В режиме «Arcade» игрок самостоятельно выбирает тип заезда (например, стандартная гонка или соревнование на время), автомобиль, трассу и участвует в состязании. «Championship» подразумевает последовательное прохождение соревнований, за победу в которых начисляются деньги, которые тратятся на покупку новых автомобилей, а в некоторых заездах нужно делать ставку на деньги или автомобиль. В режиме «Test Drive» можно протестировать автомобили, не отвлекаясь на гонки. Многопользовательский режим должен был поддерживать до четырёх игроков и реализован с помощью технологии разделённого экрана, а в версии для Xbox также должен был присутствовать онлайн-мультиплеер, реализованный с помощью сервиса Xbox Live. Кроме того, игрокам предоставлялась возможность просмотреть и сохранить на карту памяти консолей повтор каждого заезда.

## Разработка и отмена игры
Lamborghini была анонсирована 24 мая 2002 года на выставке E3 2002, где было показано несколько скриншотов проекта. Разработка игры велась для консолей PlayStation 2, GameCube и Xbox студией Rage Software, а издателем должна была выступить компания Majesco. Команда заключила лицензионное соглашение с итальянским производителем дорогих спортивных автомобилей Lamborghini и планировала включить в свою игру 23 автомобиля компании, включая последнюю на то время модель — Murciélago. Проект выполнен в аркадном стиле, но при этом было уделено внимание физической модели автомобилей, а также каждой из десяти трасс, которые основаны на реальных городах мира, таких как Рим и многих других, причём трассы различаются временем суток и погодными условиями.
Lamborghini планировалась к выходу весной 2003 года, однако 15 января 2003 года стало известно, что студия Rage Software закрылась и распродала свою интеллектуальную собственность другим компаниям, и в итоге игра так и не была выпущена. Тем не менее, в марте того же года в британском и немецком изданиях журнала Official Xbox Magazine была выпущена демоверсия Lamborghini для Xbox. После распада Rage Software, половина её сотрудников основала студию Juice Games, впоследствии разработавшую серию гоночных аркад Juiced, в которой использованы некоторые наработки Lamborghini.